# Circle (会社)
Circle（サークル) はピアツーピアの決済技術会社として始まり、現在は米ドルに価値を固定した暗号通貨、ステーブルコインUSDCを管理している企業および暗号通貨。
2013年10月にJeremy AllaireとSean Nevilleによって設立された。本社はマサチューセッツ州ボストンにある。 
世界で2番目に大きいステーブルコインであるUSDCは、1ドルの安定した価格かそれに近い価格で保持されるように設計されている。ステーブルコインの担保の大半は短期米国政府証券である。

## 資産
同社は2013年から2016年までの4回の投資ラウンドで、ゴールドマン・サックス主導の5,000万ドルを含む1億3,500万ドル以上のベンチャーキャピタルを獲得している。 2015年4月、ニューヨーク・タイムズの記者Nathaniel Popperは、ゴールドマン・サックスの投資について、"真面目な金融会社が扱うことができる技術としてビットコインの評判を確固たるものにするのに役立つはずだ "と書いた。2016年6月、Circleは新規および既存のパートナーに支えられたシリーズDの資金調達で6000万米ドルを調達した。2018年5月15日、Circleはベンチャーキャピタルから1億1,000万米ドルを調達し、USDに裏打ちされたEthereumコインであるUSD Coinをつくった。今日、各USDCトークンはUSDに支えられている。
2022年4月、Circle Internet Financialは、BlackRock、Fidelity Investments、Marshall Wace LLP、Fin Capital、Jet Prive Gestora de Fundos Ltdaからの投資による4億米ドルの資金調達ラウンドの合意について発表した。

## 歴史
2015年9月、Circleはニューヨーク州金融サービス局から発行された最初のBitLicenseを受け取った。
2016年4月、英国政府はCircleに最初の仮想通貨ライセンスを承認した。
サークルのモバイル決済プラットフォーム「Circle Pay」は、2019年に廃止が予定されるまで、ユーザーが従来のフィアット通貨を保有、送金、受け取ることができた。2016年12月まで、Circle Payはビットコインを売買するビットコイン・ウォレットサービスとしても運営されていた。現在は消費者向けのビットコイン取引所ではなく、グローバルなソーシャルペイメントと将来の次世代ブロックチェーン技術にリソースを集中していく」としている。
2018年9月、CircleはCoinbase GlobalとともにCentreと呼ばれるコンソーシアムをリリースし、ドルにペッグされたデジタルUSDCをローンチした。Centreは、ユーザーが従来の銀行口座から入金を行い、フィアット通貨をトークンに変換するためのプラットフォームとして機能することを意図していた。Centreはまた、ドル紙幣へ戻す機能も提供する。2023年8月、CoinbaseとCircleはCentre Consortiumを閉鎖し、CircleにUSDCの単独統治権を与えた。
2019年6月、Circle Payのモバイルアプリとウェブアプリが9月30日に廃止されることが発表された。
2020年2月、Circleはデジタル資産取引プラットフォームをVoyager Digitalに売却した。
2021年7月、CircleはConcord Acquisition Corpという特別目的買収会社と45億ドルで合併し、Circleを株式公開会社にする計画を発表した。しかし、2022年12月、この取引は中止された。
2023年、スイスのダボスで開催された世界経済フォーラムの年次総会で、Allaire氏は、米国は規制を明確にするためにデジタル資産の新しい法定定義が必要だと述べた。彼はまた、Circleが米国連邦準備制度理事会(FRB)によって規制され、最近の暗号業界の崩壊と区別するために、確立された金融プレーヤーになることを望むと述べた。
2023年3月10日、USDC Stablecoinは、400億米ドルのコイン準備金のうち33億米ドルがシリコンバレー銀行の破綻時に保有されていたと発表した。その後、準備金として保有されていた現金はすべてニューヨークメロン銀行に保管された。2023年後半、同社は10億ドルのキャッシュクッションがあると発表した。
同月、同社はヨーロッパにおける商業活動の展開にパリを選んだと発表した。
2023年、CEOのJeremy Allaireは米国議会に対し、ステーブルコインに明確なルールを設けるよう働きかけを開始した。アナリストは、規制の整ったステーブルコインは主流の銀行との競争を招き、現在の送金、決済、ピアツーピア送金システムを破壊する可能性があると指摘している。
2023年末、コインベースはUSDCがさらに6つのブロックチェーンで利用できるようになると発表した同社に資本参加した。Visaはまた、Solanaブロックチェーン上でUSDCを使用し、一部の加盟店への暗号通貨での支払いを支援するパイロットプログラムを拡大すると発表した。

## サービスと特徴
2015年時点では、Circleアカウントは「米国発行のVisaおよびMasterCardのクレジットカードおよびデビットカード」と米国の銀行口座を経由して米ドルで資金を調達することができた。2016年現在、ヨーロッパの顧客はEURとGBPでもCircleを利用できる。Circleは米ドルへの換算レートを固定する予定だ。イギリスの金融行動監視機構は2016年4月、Circleに電子マネーのライセンスを与え、Circleのサービスの利用をイギリスに拡大し、イギリスの銀行バークレイズとの関係を広げた。2016年6月、Circleは中国へのサービス拡大を開始すると発表した。"世界の他の地域の友人とグローバルに価値を共有したい中国の消費者にはチャンスがある "とCEOのJeremy Allaireは考えている。
2016年12月、Circleアプリはビットコインの交換をサポートしなくなったが、送金は可能だ。2017年10月、Circleはグループ決済と米国口座への現金送金の新サービスを開始した。
2023年、同社はユーザーがブロックチェーン間でUSDCを移動できるプロトコルを発表した。また、プログラマブルなWeb3ウォレットプラットフォームを発表し、アプリケーションによる暗号通貨の保管、送受信を可能にした。

## 買収
2018年2月26日、CircleはPoloniex暗号通貨取引所を4億ドルで買収したと発表した。買収にまつわる動きの中、Poloniexの運営計画を詳細に記したCircleのリーク文書の1つで、SECとの相互理解に支えられた「米国初の規制された暗号取引所」を目指す同社の動きが明らかになった。
Circleは取引所が2019年10月に「スピンアウト」すると発表していたが、その1カ月後、Tronの創設者であるJustin SunがPoloniexの買収を主導したことが明らかになった。
2018年10月、SeedInvestは、FINRA(金融業規制機構)の承認を条件として、Circleに売却する契約を締結したと発表した。

## 資金調達
2021年11月、Circleはクラウドファンディング・プラットフォームのCrowdcubeで1350万米ドルの資金調達ラウンドを主導した。

## ライセンス
同社は米国49州、プエルトリコ、コロンビア特別区でライセンスを取得しており、銀行業務のほとんどを規制対象の米国金融機関と行っている。2023年、同社はシンガポール金融管理局から主要決済機関のライセンスを取得した。

## 批評
2022年7月9日、作家のMatt Taibbiは「The Financial Bubble Era Comes Full Circle」と題する記事で、サークルのビジネス慣行について極めて批判的な概要を発表した。